# Fossa Mesoamericana

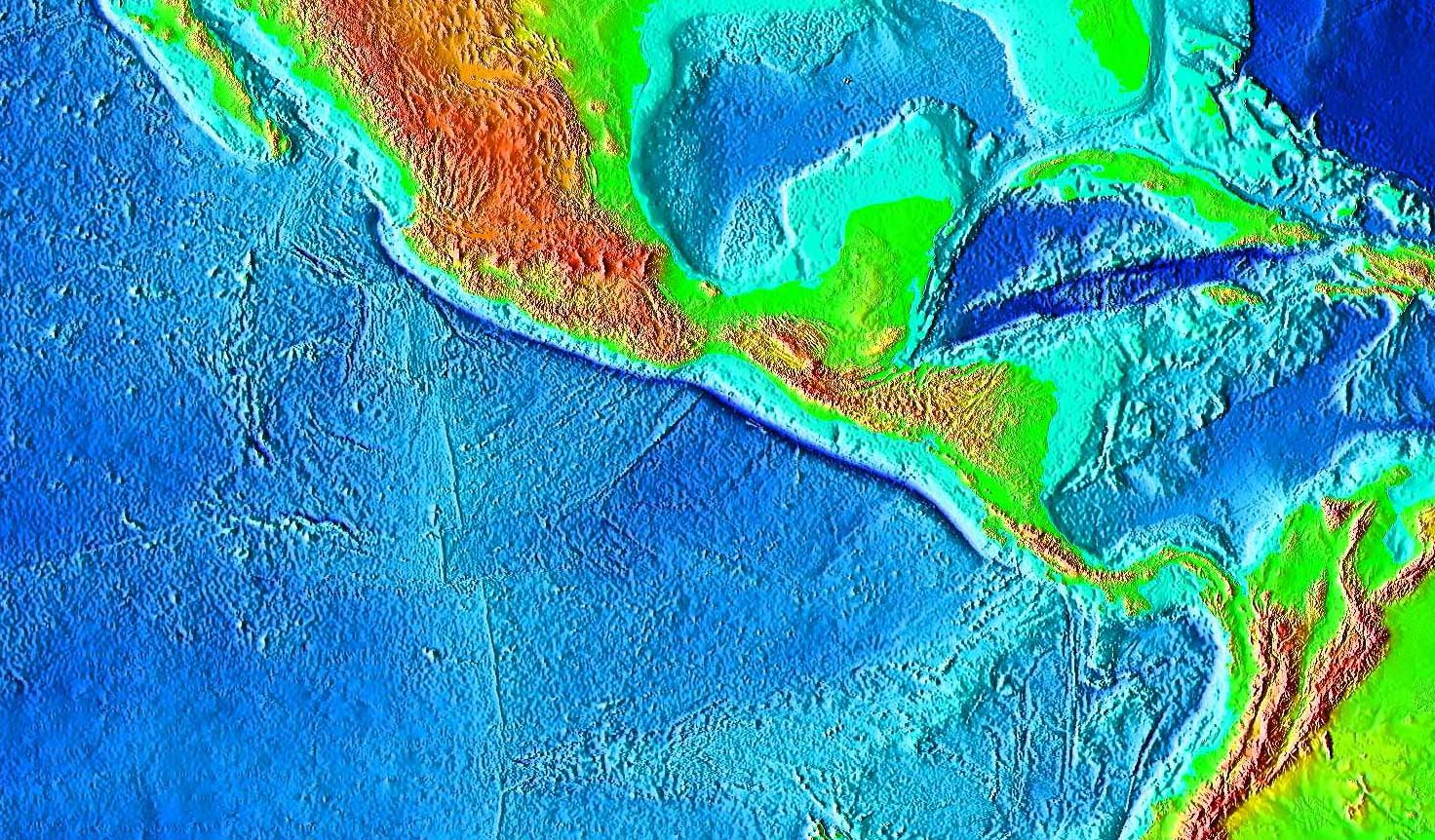
A fossa, assinalada a azul-escuro.

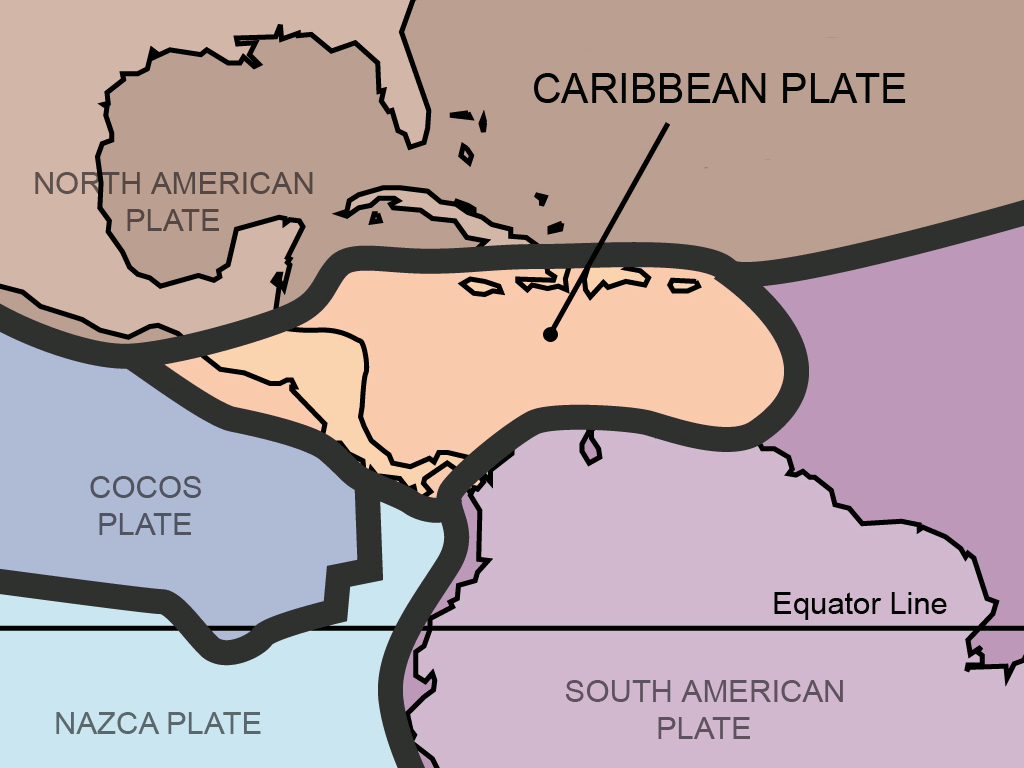
A fossa está na convergência das placas de Cocos, Nazca, Norte-Americana e Caribe.

A Fossa Mesoamericana é uma importante zona de subducção, uma fossa oceânica no leste do Oceano Pacífico, ao largo da costa sudoeste da América Central, estendendo-se do centro do México até à Costa Rica. Tem um total de 2.750 quilómetros de comprimento, e uma profundidade de 6.669 metros no seu ponto mais profundo.
A fossa é o limite entre as placas de Rivera, Cocos, e Nazca de um lado, e as placas Norte Americana e Caribe, do outro. É a 18ª fossa mais profunda do mundo. Muitos sismos de grande magnitude têm ocorrido na região da Fossa Mesoamericana.

## Divisão
A Fossa Mesoamericana pode ser dividida em norte e sul, sendo esta divisão desigual do lado marítimo e do lado terrestre. No lado virado ao mar, a norte, a chamada Fossa de Acapulco corre desde Jalisco até à Crista de Tehuantepec, enquanto que a sul a chamada Fossa da Guatemala corre a partir da Crista de Tehuantepec para a Crista de Cocos. No lado terrestre, a divisão é demarcada ao longo do sistema de falha Polochi-Motagua, a fronteira entre a placa Norte Americana e a placa do Caribe. O ponto de divisão no lado terrestre é de cerca de 400 quilómetros a leste do seu correspondente no lado virado ao mar.